# Basic (film)
Pour les articles homonymes, voir Basic.
Pour plus de détails, voir Fiche technique et Distribution.
Basic ou Formation extrême au Québec est un film américano-allemand réalisé par John McTiernan, sorti en 2003.
C’est le dernier film de John McTiernan, avant qu’il soit mis en prison.

## Synopsis
Un groupe de Rangers, emmené par le tyrannique sergent West, manque le rapport après un entraînement dans la jungle de Panama. Se rendant sur les lieux en hélicoptère, le colonel William Styles, commandant de la base, n'en récupère que deux, dont un blessé et les ramène à Fort Clayton. Ils y seront interrogés par le capitaine de la police militaire Julia Osborne. Mais le colonel Styles n'a pas confiance en elle et fait appel à un vieil ami et ex-camarade ranger, Tom Hardy. Ce dernier est aujourd'hui agent de la DEA soupçonné de corruption, afin de mener une enquête officieuse avec le capitaine Osborne. Malgré leurs divergences et leur style opposé, Osborne et Hardy vont tenter d'élucider le mystère.

## Fiche technique
Sauf indication contraire, les informations mentionnées dans cette section peuvent être confirmées par la base de données cinématographiques IMDb,  présente dans la section « Liens externes ».
- Titre français et original : Basic
- Titre québécois : Formation extrême
- Réalisation : John McTiernan
- Scénario : James Vanderbilt
- Musique : Klaus Badelt
- Photographie : Steve Mason
- Montage : George Folsey Jr.
- Décors : Dennis Bradford
- Costumes : Kate Harrington
- Production : Mike Medavoy, Arnold Messer, Michael Tadross, James Vanderbilt, Andrew D. Given, Lee Nelson, Louis Phillips et Dror Soref
- Sociétés de production : Intermedia Films et Phoenix Pictures
- Distribution : Constantin Film (Allemagne), Columbia Pictures (États-Unis), SND (France)
- Budget : 50 000 000 dollars
- Pays de production :  États-Unis,  Allemagne (coproduction)
- Format : Couleurs - 2,35:1 - DTS / Dolby Digital / SDDS - 35 mm
- Genre : action, thriller, film à énigme
- Durée : 98 minutes
- Dates de sortie :
  - Canada, États-Unis : 28 mars 2003
  - France : 28 mai 2003
  - Belgique : 9 juillet 2003

## Distribution
- John Travolta (VF : Dominique Collignon-Maurin ; VQ : Jean-Luc Montminy) : l'agent de la DEA Thomas « Tom » Hardy
- Connie Nielsen (VF : Françoise Cadol ; VQ : Valérie Gagné) : le capitaine Julia Osborne, prévôt militaire
- Samuel L. Jackson (VF : Thierry Desroses ; VQ : Éric Gaudry) : le sergent-instructeur West
- Timothy Daly (VF : Edgar Givry ; VQ : Gilbert Lachance) : le colonel William « Bill » Styles, commandant de la base militaire
- Giovanni Ribisi (VF : Boris Rehlinger ; VQ : Hugolin Chevrette) : le sous-lieutenant Levy Kendall
- Brian Van Holt (VF : Jean-Michel Fête ; VQ : Louis-Philippe Dandenault) : le sergent Raymond « Ray » Dunbar
- Taye Diggs (VF : Lucien Jean-Baptiste ; VQ : Martin Watier) : le sergent Jay Pike
- Dash Mihok (VF : Gilles Morvan ; VQ : Pierre Auger) : le sergent Mueller
- Cristián de la Fuente (VQ : Jean-François Beaupré) : le sergent Castro
- Roselyn Sanchez (VQ : Rafaëlle Leiris) : le sergent Nuñez
- Harry Connick Jr. (VF : Patrick Borg ; VQ : Benoît Rousseau) : Dr. Peter « Pete » Vilmer, chef de l'hôpital militaire
- Margaret Travolta : une infirmière

 Source et légende : Version Française (VF) sur Voxofilm

## Production

### Développement
Afin de garantir l'authenticité de son intrigue, John McTiernan a fait appel au sergent-chef Charles Fails, engagé comme conseiller technique. Celui-ci avait déjà travaillé sur d'autres thriller militaires comme Tigerland de Joel Schumacher et À armes égales de Ridley Scott.
Le film et le scénario rappellent Rashōmon d'Akira Kurosawa et à son concept dit de « l'effet Rashōmon ».

### Attribution des rôles
Basic marque les retrouvailles du cinéaste et du comédien Samuel L. Jackson, qui avaient déjà tourné ensemble en 1995 sur Une journée en enfer, ainsi que celles de Jackson et Travolta, célèbre duo du Pulp Fiction de Quentin Tarantino.
Si tous les comédiens de Basic ont dû subir une formation de rigueur, John Travolta s'est, pour sa part, particulièrement bien préparé : entraînement six jours sur sept pendant les trois mois précédant le tournage, ce qui lui permit de perdre une douzaine de kilos, stage intensif au 1er bataillon du 75e Rangers et régime spécial pendant toute la durée des prises de vue.

### Tournage
Le tournage s'est déroulé du 26 novembre 2001 au 4 avril 2002 à Fernandina Beach et Jacksonville (en Floride), ainsi qu'au Costa Rica et au Panama.
Le tournage de Basic s'est principalement déroulé sur les lieux mêmes de l'action du film, au Panama. Les scènes cruciales de l'exercice en forêt ont, elles, été tournées sur un ancien terrain d'aviation de Jacksonville, en Floride, transformé pour l'occasion en jungle tropicale avec l'ajout d'une centaine de palmiers et de 400 à 500 autres plantes aux chênes déjà présents sur le terrain. Pour reconstituer la tempête censée frapper la jungle pendant l'exercice militaire, l'équipe des effets spéciaux de Basic a eu recours à six ventilateurs géants dispersés sur le plateau. La pluie torrentielle était, elle, amenée par neuf réservoirs fixés aux arbres et connectés à une citerne pouvant fournir jusqu'à 2 800 litres d'eau par minute.

### Musique
La musique du film est composée par Klaus Badelt, assisté sur certaines compositions par Ramin Djawadi (tous deux membres du Remote Control Productions de Hans Zimmer).
On peut également entendre dans le film :
- Bolero, composé par Maurice Ravel
- Nobody Knows the Trouble I've Seen, interprété par John Travolta
- Comparsa de Los Muertos, interprété par Bruno Coon
- Natural Blues, interprété par Moby
- Black Betty, interprété par Player et Peter Beckett

## Accueil

### Critiques
Dès sa sortie en salles, Basic a rencontré un accueil critique négatif dans les pays anglophones : 21 % des 142 commentaires collectés par le site Rotten Tomatoes sont positifs, pour une moyenne de 4,2⁄10, tandis qu'il obtient un score de 34⁄100 sur le site Metacritic, basé sur 33 commentaires collectés. En revanche, il obtient un bon accueil en France, puisqu'il obtient une moyenne de 3⁄5 sur le site AlloCiné, pour 16 commentaires collectés.

### Box-office
Basic a totalisé 42 792 561 $ de recettes mondiales, dont 26 793 311 $ rien qu'aux États-Unis . Il s'agit d'un échec commercial, vue que le long-métrage a été tourné pour un budget de 50 000 000 $. En France, il enregistre un total de 306 404 entrées.
| Pays ou région | Box-office      | Date d'arrêt du box-office | Nombre de semaines |
| -------------- | --------------- | -------------------------- | ------------------ |
| États-Unis     | 26 793 311 $    | 15 mai 2003                | 7                  |
| France         | 306 404 entrées | -                          | -                  |
| Total mondial  | 42 792 561 $    | -                          | -                  |

## Commentaire
John Travolta mène une nouvelle fois l'enquête au sein de l’armée américaine, comme il l'avait fait quatre ans plus tôt dans Le Déshonneur d'Elisabeth Campbell de Simon West.